# 若松均
若松 均（わかまつ ひとし、1960年（昭和35年） - ）は、日本の建築家（一級建築士）。若松均建築設計事務所主宰。前橋工科大学教授。

## 略歴
- 1960年　東京都生まれ。
- 1979年　東京都立青山高校卒業
- 1985年　東京工業大学工学部建築学科卒業
- 1989年　株式会社デスクファイブ一級建築士事務所設立（奥山信一と共同）
- 1999年　株式会社若松均建築設計事務所に改称
- - 2016年　武蔵野美術大学・東京理科大学・日本大学・宇都宮大学・昭和女子大学非常勤講師
- 2016年　前橋工科大学教授

## 主な作品
- 2003年 fw bldg.
- 2005年 奥蓼科のいえ
- 2005年 玉川台の住宅
- 2006年 neri bldg.
- 2007年 上用賀のコートハウス
- 2007年 森のツリーハウス
- 2008年 Hi-ROOMS明大前A/線路際の長屋
- 2009年 neri bledg.2
- 2009年 me house
- 2011年 桜並木の集合住宅
- 2011年 用賀十字路の集合住宅
- 2011年 呑川緑道の集合住宅
- 2012年 Gridie

## 受賞歴
- 1995年 東京建築士会住宅建築賞：「柿の木坂の住宅」
- 2003年 第3回Nisscイソバンドデザインコンテスト優秀賞：「fw bldg.」
- 2003年 第7回TEPCO快適住宅コンテスト佳作：「fw bldg.」
- 2004年 TPO ReCoMmendation 2004 優秀賞：「王子の集合住宅」（計画案）
- 2004年 PDO 練馬プロジェクト指名コンペ 最優秀賞
- 2006年 TPO ReCoMmendation 2006 最優秀賞：「明大前の集合住宅」
- 2007年 第28回INAXデザインコンテスト入賞：「森のツリーハウス」
- 2008年 第11回TEPCO快適住宅コンテスト優秀賞：「上用賀のコートハウス」
- 2008年 100年コミュニティ那須「コア施設」設計競技：3位受賞
- 2008年 World Architecture Festival　"housing"shortlist入選
- 2008年 モダンリビング大賞5選入選「森のツリーハウス」
- 2009年 第25回新建築賞：「Hi-ROOMS明大前A/線路際の長屋」
- 2009年 平成21年東京建築士会住宅建築賞奨励賞：「Hi-ROOMS明大前A/線路際の長屋」
- 2009年 2009グッドデザイン賞：「Hi-ROOMS明大前A/線路際の長屋」「上用賀のコートハウス」
- 2010年 アルカシア建築賞公共施設・リゾート施設部門ゴールドメダル：「森のツリーハウス」
- 2011年 モダンリビング大賞6選入選：「sakura flat」
- 2012年 グッドデザイン賞：「Gridie」
- 2017年 グッドデザイン賞：「緑が丘のコーポラティブハウス」
- 2018年 日本建築学会作品選奨：「緑が丘のコーポラティブハウス」